# كأس هولندا 2011–12
كأس هولندا 2011–12 (بالهولندية: KNVB beker 2011/12)‏ هو الموسم 94 من  كأس هولندا. أقيم خلال الفترة 24 أغسطس 2011 وحتى 8 أبريل 2012، وأشرف على تنظيمه الاتحاد الملكي الهولندي لكرة القدم، وكان عدد الأندية المشاركة فيه  92، وفاز فيه نادي آيندهوفن.